# Monica di Cagliari liquoroso riserva
Il Monica di Cagliari liquoroso riserva è un vino DOC la cui produzione è consentita nelle province di Cagliari e Oristano.

## Caratteristiche organolettiche
- colore: rosso rubino tenue, tendente all'arancione con l'invecchiamento;
- odore: etereo, intenso ma delicato;
- sapore: gradevole, morbido e vellutato.

## Produzione
Provincia, stagione, volume in ettolitri
- nessun dato disponibile